# Nobuyo Fujishiro
Nobuyo Fujishiro (藤代 伸世, Fujishiro Nobuyo, Chiba, 25 januari 1960) is een Japans voormalig voetballer die als middenvelder speelde.

## Clubcarrière
In 1978 ging Fujishiro naar de Juntendo University, waar hij in het schoolteam voetbalde. Nadat hij in 1982 afstudeerde, ging Fujishiro spelen voor Nippon Kokan, de voorloper van NKK. Fujishiro veroverde er in 1987 de JSL Cup. Hij tekende in 1992 bij Sumitomo Metal. Fujishiro beëindigde zijn spelersloopbaan in 1992.

## Japans voetbalelftal
Nobuyo Fujishiro debuteerde in 1988 in het Japans nationaal elftal en speelde 2 interlands.

## Statistieken
| Japans voetbalelftal | Japans voetbalelftal | Japans voetbalelftal |
| Jaar                 | Wed.                 | Dlp.                 |
| -------------------- | -------------------- | -------------------- |
| 1988                 | 2                    | 0                    |
| Totaal               | 2                    | 0                    |